# Політична криза
Політична криза — криза системи державного управління, яка виникає через протиріччя між політичними силами та призводить до утруднення законотворчих процесів і ослаблення парламентського (представницького) контролю за виконавчою владою.
Політичні кризи звичайно виникають в країнах з нестійкою демократією як результат загострення політичної боротьби під впливом економічних, етнічних або релігійних проблем, проблем у міжнародних відносинах.